# Hamo Thornycroft

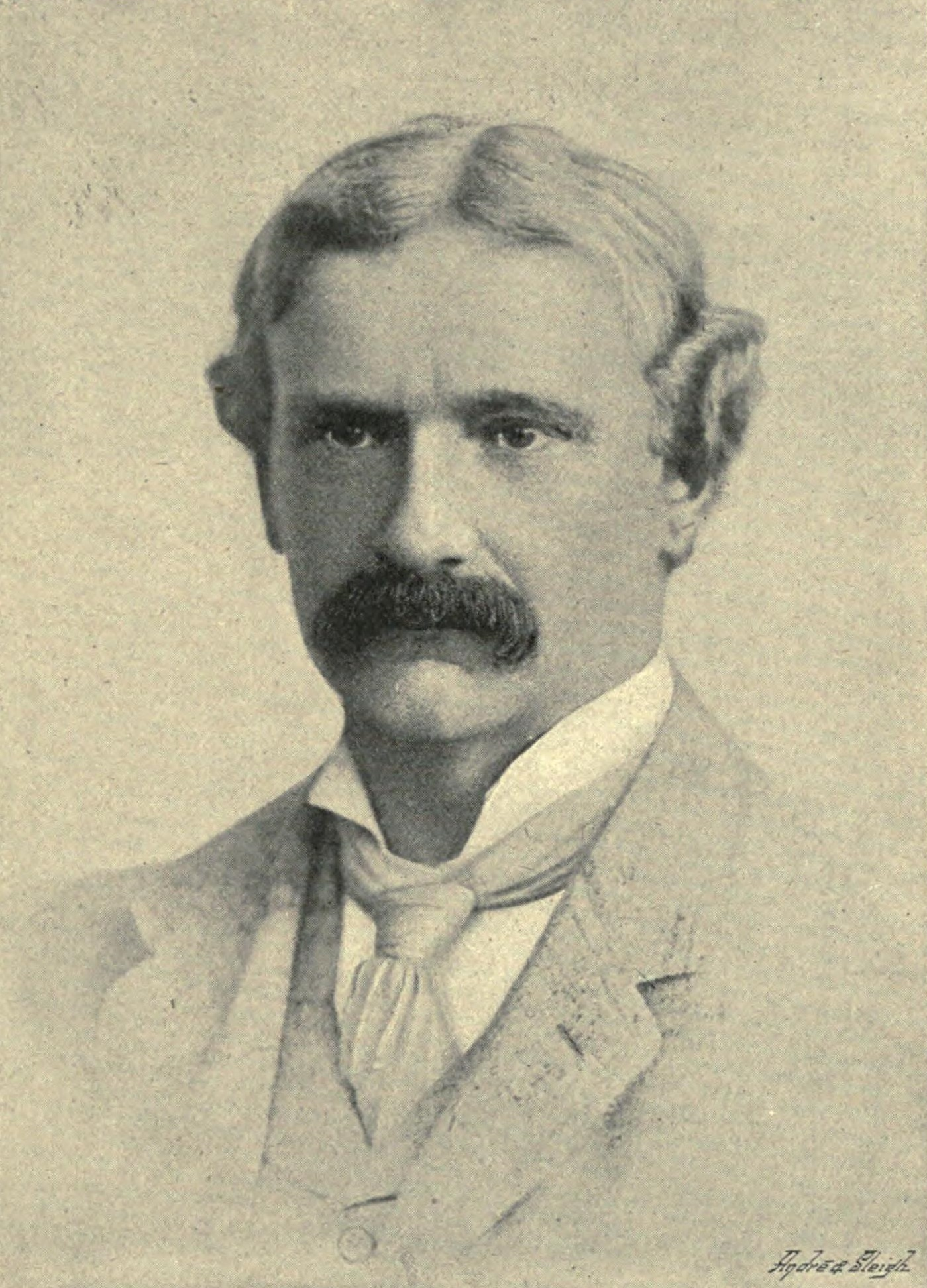
Hamo Thornycroft (vor 1895)

Sir William Hamo Thornycroft RA FRBS (* 9. März 1850 in London; † 18. Dezember 1925 in Oxford) war ein britischer Bildhauer.

## Leben
Hamo Thornycroft wurde im März 1850 als sechstes von sieben Kindern des Bildhauerehepaares Mary Thornycroft (1814–1895) und Thomas Thornycroft (1815–1885) geboren. Sein älterer Bruder war der Schiffbauingenieur John Isaac Thornycroft (1843–1928) und die Bildhauerin und Malerin Alyce Thornycroft (1844–1906), die Malerin und Bildhauerin Helen Thornycroft (1848–1937) und die Malerin Theresa Thornycroft (1853–1947) waren seine Schwestern. Aufgrund der finanziellen Verhältnisse seiner Eltern verbrachte Hamo Thornycroft wesentliche Teile seiner Kindheit auf dem Bauernhof eines Onkels väterlicherseits in Gawsworth (Cheshire) bei Macclesfield, wo er einige Jahre die Grammar School besuchte. Nach seiner Rückkehr nach London ging er von 1863 bis 1867 auf die private University College School. Zum Unwillen seines Vaters entwickelte er den Wunsch, selbst zu einem Bildhauer zu werden,  weshalb er ab 1869 mit einer Empfehlung des Bildhauers John Henry Foley an der Kunsthochschule der Royal Academy of Arts studierte. Dort wurde er besonders von Frederic Leighton geprägt. Eng arbeitete er in diesen frühen Jahren mit seinen Schwestern in einem gemeinsamen Atelier zusammen. 1871 reiste er mit Alyce und Helen durch Frankreich und Italien, 1877 besuchte er mit Theresa den Salon de Paris.
1872 wurde Thornycroft mit dem prestigeträchtigen Auftrag für eine Gedenkstatue für den ermordeten britisch-irischen Politiker Richard Bourke, 6. Earl of Mayo bedacht, was seine künstlerischen Laufbahn immens förderte. 1875 wurde er für eine andere Statue mit dem Titel A Warrior Bearing a Wounded Youth from the Field of Battle mit einer Goldmedaille der Royal Academy of Arts ausgezeichnet. Mit weiteren Projekten, mit denen er sich von einem typischen Vertreter des viktorianischen Klassizismus hin zu einem Vorreiter des Realismus und der sogenannten New Sculpture entwickelte, etablierte sich Thornycroft als einer der bedeutendsten britischen Bildhauer. Anfang der 1880er Jahre wurde er zum assoziierten Mitglied der Royal Academy of Arts bestimmt, wo er ab 1882 regelmäßig Unterricht erteilte. Als sein Hauptwerk gilt die Statue The Mower (1884), in der in ausgesprochen realistischen Zügen einen Mäher während seiner Arbeit porträtierte. Das Werk reflektierte nicht nur seine Stilwandlung, sondern auch seine politische Hinwendung zu sozialistischen Ideen und eine Affinität zur Arbeiterklasse Mit einer von 1885 bis 1888 erschaffenen Porträtstatue des Militärs Charles George Gordon etablierte sich Thornycroft als wichtiger Vertreter spätviktorianischer Porträtbildhauerei. 1888 stieg er zum vollen Mitglied der Royal Academy of Arts aus.
Von 1889 bis 1892 arbeitete Thornycroft unter Mithilfe von C. J. Allen und John Tweed an einer Reihe von Friesskulpturen für das von John Belcher entworfene Gebäude des Institete of Chartered Accountants in London. Das Projekt setzte die Ideen hinter dem Mower fort und zeigte Anleihen vom aufkommenden Arts and Crafts Movements. Parallel bemühte sich Thornycroft, in Einklang mit seinen stilistischen Idealen die Bildhauerei auch der Arbeiterschicht zugänglich zu machen und arbeitete in den 1890er Jahren an einer Reihe von Statuetten für den Massenmarkt, die er teils von früheren Projekten adaptierte, teils aber auch extra konzipierte. Intellektuelle Rückendeckung erhielt er bei dem Projekt vom Kritiker Edmund Gosse, einem engen Freund und der Ehemann von Nellie Gosse, einer guten Freundin von Theresa Thornycroft. Gosse selbst hegte homoerotische Gefühle für Thornycroft. Trotz Gosses Unterstützung verliefen Thornycrofts Bemühungen im Großen und Ganzen ins Leere. Aus diesem Grund nahm er ab 1899 diverse öffentliche Aufträge für Porträtskulpturen an, die sein Renommee unterstrichen. Für ein Modell seiner Statue von Oliver Cromwell (1899) wurde er auf der Weltausstellung Paris 1900 ausgezeichnet; großen Erfolg hatte er daneben insbesondere mit seiner Statue von William Ewart Gladstone (geschaffen 1900–1905). Sein letzter bedeutender Auftrag war eine Statue des George Curzon, 1. Marquess Curzon of Kedleston als Vizekönig von Indien (geschaffen 1908–1913); mit dem Ersten Weltkrieg beendete Thornycroft sein Schaffen.
1884 hatte Thornycroft Agatha Cox geheiratet, mit der er vier Kinder bekam. Angesichts seines künstlerischen Werkes wurde er 1917 zum Ritter geschlagen. Nachdem er 1905 zu den Gründungsmitgliedern der Royal British Society of Sculptors gehört hatte, wurde er dort 1923 zum Fellow berufen und ein Jahr später zum Vizepräsidenten gewählt. Im gleichen Jahr ehrte ihn die Gesellschaft mit der ersten von ihr vergebenen Goldmedaille. Thornycroft starb im Dezember 1925 im Alter von 75 Jahren in einem Pflegeheim in Oxford. Seine Tochter Elfrida Manning veröffentlichte 1982 eine Biografie ihres Vaters. Parallel gab Manning Thornycrofts Nachlass an das Henry Moore Institute, einem von Henry Moore begründetem Zentrum für Bildhauerei, das mit der Leeds Art Gallery assoziiert ist. Dort fand 1983 eine große Werksschau über Thornycroft statt.